# Eugen Löffler
Eugen Löffler (* 24. März 1883 in Tübingen; † 5. Mai 1979 in Stuttgart) war ein deutscher Pädagoge und Schulpolitiker.

## Leben
Eugen Löffler, Sohn des Schneiders Christian Löffler sowie der Pauline geborene Mayer, wandte sich nach dem Abitur dem Studium der Mathematik, Physik und Chemie an den Universitäten Tübingen und Berlin zu, das er 1908 mit dem Erwerb des akademischen Grades eines Dr. rer. nat. abschloss. Löffler bekleidete im Anschluss  Gymnasiallehrerstellen in Ulm und Schwäbisch Hall.
1918 wechselte Löffler als Regierungsrat in den württembergischen Verwaltungsdienst, 1924 wurde der zum Ministerialrat Ernannte mit der Leitung der Schulabteilung des Kultusministeriums in Stuttgart betraut, die er bis zu seiner Verabschiedung in den Ruhestand 1951 innehielt, zuletzt mit der Dienstbezeichnung Präsident. Zwischenzeitlich war er von 1927 bis 1928 sowie von 1930 bis 1931 für je 10 Monate ins Reichsministerium des Innern in Berlin abgeordnet.
Eugen Löffler, dessen besonderer Einsatz dem deutschen Schulwesen im Ausland galt, führte von 1949 bis 1956 den Vorsitz des Auslandsschulausschusses der Ständigen Konferenz der Kultusminister sowie von 1950 bis 1965 jenen des Pädagogischen Beirats des Münchner Goethe-Instituts. Für sein pädagogisches Wirken wurde Löffler mit zahlreichen Ehrungen bedacht, darunter die Verleihungen des Großen Bundesverdienstkreuzes mit Stern, der Goethe-Medaille in Gold sowie des Ritterkreuzes des französischen Ordens Palmes Académiques.
Eugen Löffler, der zweimal verheiratet war, verstarb 1979 im hohen Alter von 96 Jahren in Stuttgart.

## Publikationen (Auswahl)
- Mit Otto Lörcher: Methodischer Leitfaden der Geometrie nebst einer Vorschule der Trigonometrie für höhere Lehranstalten, 3. Auflage, Grub, Stuttgart, Berlin, 1917
- Der Aufbau des öffentlichen Schulwesens in Deutschland, E. S. Mittler & Sohn, Berlin, 1928
- Ziffern und Ziffernsysteme, 3. Auflage, B. G. Teubner, Leipzig, Berlin, 1928
- Das öffentliche Bildungswesen in Deutschland, E. S. Mittler & Sohn, Berlin, 1931
- Denkschrift über die Neuordnung des Erziehungswesens, Quell-Verlag, Stuttgart, 1947